# Raul Mälk
Raul Mälk, född 14 maj 1952 i Pärnu, är en estnisk diplomat och politiker. Han var från 1998 till 1999 Estlands utrikesminister, i Mart Siimanns regering. Mellan 2007 och 2011 var han Estlands ambassadör till EU. Han har även tidigare varit delegationschef för Estlands gränsförhandlingar med Ryssland, samt Estlands ambassadör till Storbritannien (1996-1998 och 1999–2001) och Irland (1996-1998 och 1999–2003).
Mälks företrädare och efterträdare på utrikesministerposten var Toomas Hendrik Ilves.